# 粉花蝇子草
粉花蝇子草（学名：Silene rosiflora）是石竹科蝇子草属的植物，是中国的特有植物。分布于中国大陆的云南、四川等地，生长于海拔2,800米至3,000米的地区，见于林缘草地，目前尚未由人工引种栽培。